# BE TOGETHER
『BE TOGETHER』（ビー・トゥゲザー）は、小室みつ子が作詞、小室哲哉が作曲した楽曲。TM NETWORKの1987年（昭和62年）発表のアルバム『humansystem」に収録され、1999年（平成11年）にシングル『Get Wild』(再発盤)のカップリング曲としてシングルカットされた。
1999年（平成11年）に、日本の女性歌手・鈴木あみの7枚目のシングルの表題曲としてカバーされた（後述）。

## TM NETWORK

### 制作
BOØWYの4枚目のシングル「B・BLUE」に対抗して作った楽曲で、こういう曲がないとBOØWYみたいな勢いのあるバンドに敵わないだろうと小室哲哉は思ったという。

### 録音
ギターはB'z（発売当時はまだ結成前）の松本孝弘が演奏しており、ソロの演奏は難しいのではないかと小室はインタビューに答えている。
ドラムはレベッカの小田原豊が叩いている。小田原のドラムには、海外でパンクシーンからポリス的なものが生まれてきたような、スピード感があると小室は評している。

### バージョン
リプロダクション・アルバム『DRESS』ではジョナサン・エリアスによってリミックスされ、曲の冒頭に台詞が追加されている（その台詞部分は原曲版のボーカルトラックにもあったが、ミックスの段階でカットされたもの）。『DRESS』バージョンは松本孝弘のギターソロはサックスに置き換えられている。
ライブ・アルバム『COLOSSEUM II』ではアルバム1曲目に収録されている。ライブツアー『KISS JAPAN DANCING DYNA-MIX TM NETWORK ARENA TOUR』からの音源である。このバージョンはイントロがサビから始まっている。静かなイントロで始まる原曲バージョン、DRESSバージョンとは対照的である。
ライブで度々演奏をされており、原曲バージョン基調でDRESSバージョンでの冒頭の台詞が加わったアレンジで披露されることが多い（CAMP FANKS'89、LAST GROOVEなど）。
TMNリニューアル後のライブツアー『RHYTHM RED TOUR』の際には旧TM NETWORK曲としては珍しく演奏されたが、小室によりドラム・ソロが追加されたため長時間演奏となった。結果として映像などには収録されていない。
2014年にリリースされたセルフリプロダクト・アルバム『DRESS2』では2014バージョンとして収録されボーカルも新規に録り直されている。
このように1994年のTMN「終了」前のセレクション・アルバム2枚に収録されており、後記の鈴木あみ版のシングルがリリースされる1999年より前から、TM NETWORKのファンの間では知られた定番曲であった。

### その他
『WORLD HERITAGE DOUBLE-DECADE COMPLETE BOX』でリマスタリングされたアルバム『DRESS』収録のこの曲のアウトロの部分が音飛びするというCD製造上の不良が発覚している。これについては無償での交換対応がされた。

## 鈴木あみのカバー

### リリース
TRUE KiSS DiSCより、1999年（平成11年）7月14日にマキシシングルが、同年8月25日にアナログ盤が発売された。アナログ盤には前作「Don't leave me behind」のリミックスが収録された。

### バージョン
アルバム『infinity eighteen vol. 1』には小室哲哉によってアレンジし直された「BE TOGETHER (Shadow Dancing Mix)」が収録されている。
2007年（平成19年）にリリースシングル「FREE FREE/SUPER MUSIC MAKER」の後に、中田ヤスタカがエレクトロサウンドで新アレンジバージョンを制作した。ライブでのみ披露しており、CD等には現在未収録。

### タイアップ、テレビ番組での披露
表題曲はモスバーガー「夏のキャンペーン」CMソングに起用された。
1999年の『第50回NHK紅白歌合戦』で、表題曲が披露された。

### 記録
自身初のオリコンシングルチャート1位を獲得し、自身最高の初動売上枚数を記録。オリコン集計での累計売り上げは80万枚を超え、自身最大のヒット曲である。当時最大のライバルといわれていた浜崎あゆみのシングル「Boys & Girls」と同時発売になり話題に。オリコンシングルチャートでは、このシングルが初登場1位、浜崎のシングルは2位となった。しかし、翌週逆転し2位となった。
テレビ東京系で放送された『ASAYAN』では、モーニング娘。の「ふるさと」との同時発売ランキング対決が企画され、結果は「ふるさと」がオリコン初登場5位、本作がオリコン初登場1位となり勝負に勝った。

### 収録曲

#### マキシシングル盤（AICT-1063）
| #         | タイトル                       | 作詞       | 作曲       | 編曲                 | 時間  |
| --------- | ------------------------------ | ---------- | ---------- | -------------------- | ----- |
| 1.        | 「BE TOGETHER (ORIGINAL MIX)」 | 小室みつ子 | 小室哲哉   | 小室哲哉             | 4:24  |
| 2.        | 「BE TOGETHER (BAND MIX)」     | 小室みつ子 | 小室哲哉   | 小室哲哉・久保こーじ | 4:13  |
| 3.        | 「NIGHT SKY」                  | MARC       | 久保こーじ | 久保こーじ           | 4:22  |
| 4.        | 「BE TOGETHER (TV MIX)」       |            |            |                      | 4:24  |
| 合計時間: | 合計時間:                      | 合計時間:  | 合計時間:  | 合計時間:            | 17:23 |

#### アナログ盤（AIJT-5035）
| 全作曲・編曲: 小室哲哉。 |                                |            |            |
| #                        | タイトル                       | 作詞       | 作曲・編曲 |
| 1.                       | 「BE TOGETHER (ORIGINAL MIX)」 | 小室みつ子 | 小室哲哉   |
| 2.                       | 「BE TOGETHER (TV MIX)」       |            | 小室哲哉   |

| 全作曲: 小室哲哉。 |                                                             |                |            |
| #                  | タイトル                                                    | 作詞           | 作曲・編曲 |
| 1.                 | 「DON'T LEAVE ME BEHIND (MOOD II SWING CLUB MIX)」          | MARC・鈴木あみ | 小室哲哉   |
| 2.                 | 「DON'T LEAVE ME BEHIND (MOOD II SWING CLUB INSTRUMENTAL)」 |                | 小室哲哉   |

### クレジット
- Produced : 小室哲哉

DON'T LEAVE ME BEHIND (MOOD II SWING CLUB MIX)
- Remix & Additional Production : Lem Springsteen, John Ciafone
- Additional Keyboards : Anthony Meyers

## カバー
- 2001年（平成13年）、デンマーク出身の歌手、ニニ（Ni-Ni）のアルバム『マーメイド』の日本語版ボーナストラックとして英語バージョンを収録。2001年3月27日発売のBEMANI音楽ゲーム『Dance Dance Revolution 5th MIX』にも収録された。
- 2010年（平成22年）、茅原実里 - 7月放送のアニメ『世紀末オカルト学院』第3話予告で使用。画面の表記は「中川美風（CV 茅原実里）」。同アニメのBlu-ray Disc、DVD第2巻の特典CDに収録。
- 2021年（令和3年）、CYBERJAPAN DANCERS - 9月22日発売シングル『「ASOBO-YO!」』に収録。
- 2022年（令和4年）、後藤真希 - 11月2日発売アルバム『Song of You and Me!』に収録。
- 2024年（令和6年）、乃木坂46[注釈 1] - トリビュートアルバム『TM NETWORK TRIBUTE ALBUM -40th CELEBRATION-』に収録
- 2025年（令和7年）、山田リョウ（CV.浪川大輔） - 劇場アニメ『KING OF PRISM-Your Endless Call-み〜んなきらめけ!プリズム☆ツアーズ』で使用。アルバム『『KING OF PRISM-Your Endless Call-み〜んなきらめけ！プリズム☆ツアーズ』Song Collection』に収録。